# Слот-машина

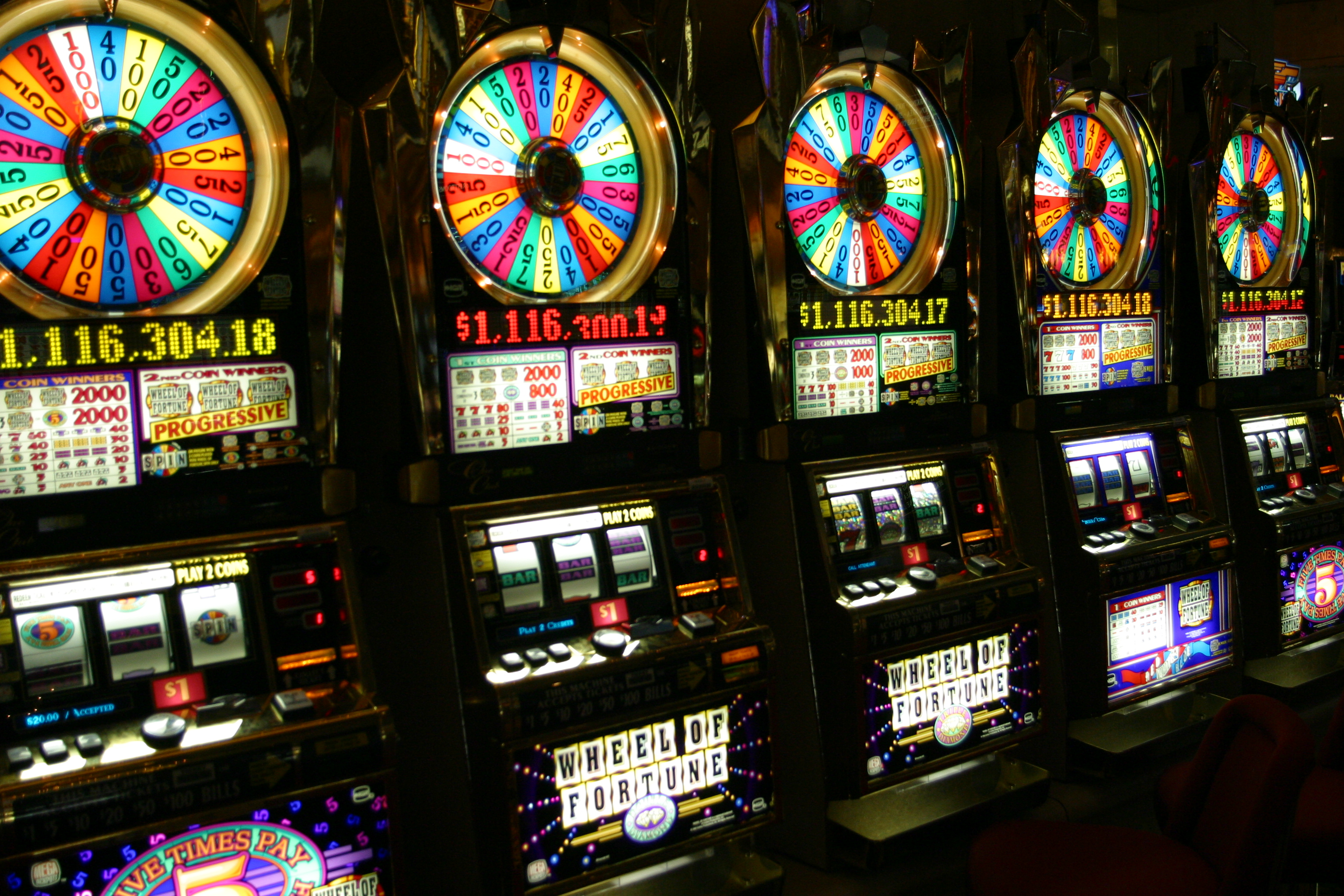
Ігрові автомати у одному з казино Лас-Веґасу

Слот-маши́на, або слот, автослот (англ. slot machine, slot), однорукий бандит, комбомат (скорочено від комбінаційний автомат) — різновид ігрових автоматів для азартної гри. Ігри для таких автоматів також називаються «слотами», у кожної з таких ігор є своя власна назва. У них можна грати не тільки на слот-машині, але й на комп'ютері, встановивши спеціальне програмне забезпечення або ж у режимі онлайн. Слоти користуються величезною популярністю в казино, як «реальних», так і в інтернеті.
Slot англійською означає «щілина», «проріз» (для монети в автоматі). Раніше у всіх слот-машин була щілина, куди потрібно було опустити монету. Є такі «монетні» слоти і тепер. Оскільки, граючи в інтернеті, монету не опустиш, гравець спочатку повинен покласти гроші на свій рахунок у віртуальному казино, де він грає (якщо він грає на реальні гроші, а не в тренувальному режимі, без ставок справжніми грошима).
Слоти складаються з декількох (3 і більш) коліс, що обертаються (барабанів). Вони обертаються у вертикальній площини, паралельно один одному. На барабани нанесені різні картинки-символи (фрукти, гроші, тварини тощо).
Кинувши в проріз одну або декілька монет (або іншим чином зробивши ставку), гравець натискає кнопку Spin (обертати), і барабани автомата починають обертатися. Після їх зупинки символи на них шикуються в випадковому порядку. Кожен такий символ має свою цінність. Якщо при цьому в один ряд вишикується комбінація з декількох однакових символів, то така комбінація є виграшною, і в такому випадку гравцеві виплачується виграш згідно з таблицею. Мета гри — скласти комбінацію однакових символів найбільшої цінності.

## Історія слотів
Перший прототип грального автомата винайдено 1887 року в Англії. У 1905 році в США створюється відомий Liberty Bell, і з цього часу процес доступності гри збільшується, що одразу відбивається на збільшенні кількості гравців по всьому світу. Гральні автомати починають встановлюватись не лише в казино, але й в салунах і барах.
1895 року було створено перший робочий прототип із грошовим виграшем, винахідником пристрою став автомеханік Чарльз Фей. Його перший гральний автомат приймав ставки лише монетами по 5 центів. Максимальним виграшем було 5 доларів за комбінацію 4-11-44.
В СРСР перші слот-машини з'явилися у 1980-х, власне виробництво подібних пристроїв в почалося на початку 1990-х. Це були так звані «телевізійні ігрові автомати», що стали попередниками сучасних відеоавтоматів. Відеоавтомати з'явились у 1980-х.

## Види слотів
У ХХІ сторіччі слот-машини (гральні автомати) можна розділити на наступні чотири групи:
- Механічні слоти. Класичні слоти зазвичай мають три механічні барабани і від однієї до п'яти гральних ліній. Часто у них є ручка для запуску гри (звідси пішло їх прізвисько «Однорукі бандити»).

- Відео слоти — сучасніший тип слотів, де барабани відображаються на екрані. У відео слотах може бути до п'яти барабанів і до ста ліній для гри. Завдяки використанню комп'ютерних технологій, в таких гральних автоматах гравцеві надається багато додаткових можливостей, таких як призові ігри, додаткові раунди, особливі символи, при випаданні яких гравець отримує бонус, і так далі.
- Відеопокер — один з найсучасніших варіантів ігрових автоматів.
- Багатотермінальні — це ті ігрові автомати, що усі ми звикли бачити в каталогах онлайн казино.

## Класифікація слотів
У описах слот-машин зустрічаються такі позначення:
- 3-reel Slots — 3-барабанні слоти. Гральні автомати з 3 барабанами. Ліній виплат може бути: одна (горизонтальна), три (3 горизонтальні) або п'ять (3 горизонтальні і 2 діагональні);

- 5-reel Slots — 5-барабанні слоти. Гральні автомати з 5 барабанами. Ліній виплат може бути: п'ять (3 горизонтальні і 2 діагональні), дев'ять (горизонтальні, вертикальні і ламані лінії) і більше.

- 9-Reel Slots — 9-барабанні слоти. Ігрові автомати з 9 барабанами, які розташовані в 3 ряди по 3 барабани (у вигляді квадрата). Ліній виплат зазвичай вісім (3 горизонтальні, 3 вертикальні і 2 діагональні);

- Progressive Slots — слоти з джекпотом, що зростає («прогресивним»). Протягом гри можна спостерігати зростання суми грошей, яка накопичується від всіх гравців у цю гру. Щоб зірвати джекпот, зазвичай потрібно зібрати комбінацію символів найбільшої цінності, граючи за максимальною ставкою;

- Багатолінійні гральні автомати (multi-line slot machines) — мають три, п'ять або навіть більше барабанів, які пропонують багато ліній виграшних комбінацій. Деякі сучасні гральні автомати пропонують до 25 можливих ліній виграшних комбінацій на кожний прокрут барабану.[1]

- Bonus Slots — Слоти з бонусними (преміальними) іграми. При наборі певної комбінації символів гравцеві пропонується бонусна гра — наприклад, декілька безкоштовних обертань, розіграш додаткових грошей тощо.

## Терміни
Написи на слот-машинах або гральні програми можуть бути не перекладені українською мовою, тому корисно пам'ятати значення кнопок і написів англійською мовою.
- Spin — запуск гри
- Bet — зробити ставку
- 1 line — гра по одній лінії
- 3 line — гра по трьох лініях
- 5 line — гра по п'яти лініях
- 7 line — гра по семи лініях
- 9 line — гра по дев'яти лініях
- Collect — забрати гроші
- Bet one — гра по одній ставці (що передбачена для даного слота)
- Bet х2 — гра за ставкою, що помножена на два
- Bet х3 — гра за ставкою, що помножена на три
- Bet х5 — гра за ставкою, що помножена на п'ять

У деяких слот-машинах можна помножити ставку ще більше — на 10, 20, 40 і навіть на 100)
- Bet Max — грати за максимальною ставкою, на яку розрахований ігровий автомат
- Last bet — повторити попередню ставку

Слот машини мають спеціальні позначення на екрані автомата:
- Credit — сума грошей на рахунку гравця
- Win — випала виграшна комбінація
- Nothing — не випало ніяких виграшних комбінацій
- Paid — загальна виплата

### Ігрові символи
Традиційними символами для слот-машин є зображення фруктів, вишні, дзвону і цифри «7». Найбільший виграш зазвичай призначався при випаданні всіх сімок або дзвонів по одній ігровій лінії, найменший — при випаданні вишень. При цьому, дуже часто випадання хоча б одного зображення вишні по грає лінії означало «нульовий виграш», тобто повернення зробленої ставки на рахунок гравця.
Пізніше до них додалися зображення золотих злитків, в деяких машинах — чорні прямокутники з написом «BAR». На символах було зображено різну кількість злитків — найчастіше один, два або три, іноді — більше. При цьому будь-яка комбінація зображень злитків уздовж однієї грає лінії є виграшною і її ранг визначається зображенням з найменшим числом злитків. Наприклад, для трьох барабанів комбінація «3» — «1» — «3» рівнозначна комбінації «1» — «1» — «1».
Після появи 5-барабанних машин з великими барабанами були додані до цифри «7» зображення з цифрами «2» — «9» і числом «10», а також букви Гральні карти "J ", «Q», «K», «A». До таблиці виграшів були додані покерні комбінації. Іноді також присутній і «Joker». Набір символів сучасних слот-машин дуже великий і різноманітний.

### Слот-клуби
Багато американських казино пропонують гравцям безкоштовне членство в слот-клубах, які повертають деякий відсоток від програної суми, яка виплачується у вигляді бонусів — безкоштовна їжа, напої, готельні номери, або просто цінні подарунки, рідше бонуси виплачуються готівкою (з умовою, що готівкові гроші будуть виплачені пізніше).
Для отримання переваги від членства в клубі потрібно, щоб гравці використовували спеціальні карти, що вставляються в слоти, що дозволяє ігорному будинку відслідковувати дії гравця (які він ставки робить і як довго грає), що часто використовується, щоб встановити певний рівень гри для гравця, що має право на додаткові бонуси. Бонуси або повернення грошей від цих клубів можуть значно вирости в розмірі, якщо грати протягом довгого часу.